# Паша Христова
Паша Христового (Парашкева Христового Стефанова) (нар. 16 липня 1946, Софія — пом. 21 грудня 1971, Софія) — болгарський естрадна співачка, популярна в 60-х і 70-х роках XX століття. Виконала такі відомі пісні, як «Одна болгарська роза» (болг. Една българска роза), «Повий, вітер» (болг. Повей, ветре), «Янтра» тощо.

## Біографія

### Дитинство
Парашкева Христового Стефанова народилася 1946 року в Софії в кварталі Княжева в сім'ї Христо і Любки Христових. Батьки розлучилися, коли їй було п'ять років, і Паша стала жити з батьком і його новою дружиною, Цвєтаною, в той час як її брат Венци залишався з матір'ю. Христо Христов зберігав доброзичливі відносини з обома дружинами. Більш того, Паша і її брат Красимір відвідували дитячий сад, де працювала Любка.
Діти виховувалися бабусею з боку батька — Парашкевою. Саме вона з дитинства стала називати онуку Пашею, будучи прихильницею Паші Ангеліної — знаменитої радянської стаханівки. Смерть бабусі справила глибоке враження на Пашу: вони завжди спали разом, і одного разу, прокинувшись, дівчинка виявила бабусю мертвою.

### Юність
Сучасники описували юну Пашу Христову як тиху і скромну дівчину. Отримавши середню освіту, вона стала працювати кресляркою на заводі з виробництва електрокарів «Балканкар». Вона вийшла заміж за інженера по імені Васіл Іванов, і незабаром у них народився син Мілен. Цей шлюб був невдалим, хоча й офіційно не розривався. Васіл пішов з родини, син залишився з Пашею.
Одночасно з робітничою професією час Паша прослуховувалась як співачки для Болгарського національного радіо. Вона була прийнята, незважаючи на велику шепелявість (яка згодом була ліквідована хірургічним шляхом). Перший серйозний успіх прийшов до неї в 1968 році на II Міжнародному фестивалі молодіжної пісні в Сочі, де вона виграла перший приз і золоту медаль.
У 1968 році вона була прийнята в Софійський оркестр, з яким працювала до кінця свого життя. Незабаром Христова мала любовні стосунки з Миколою «Фучо» Арабаджієвим: лідером Софійського оркестру, композитором, піаністом і кларнетистом.

### Визнання і загибель
Паша Христова гастролювала по Болгарії, СРСР та інших країнах, головним чином, Варшавського договору. У 1970 році вона виграла третій приз на міжнародному фестивалі «Золотий олень» в Брашові (Румунія). У 1971 році за підсумками фестивалю «Золотий Орфей» стала володаркою спеціальної премії. У тому ж році виборола перший приз на Міжнародному фестивалі пісні в Сопоті. Нарешті, її пісня «Біла пісня» (болг. Бяла песен) виграла болгарську «Мелодію року», однак у 1972 році, вже після її загибелі.
У грудні 1971 року Паша з Софійським оркестром та іншими болгарськими артистами вилетіла з Софійського аеропорту до Алжиру на гастролі. У польоті літак несподівано став втрачати висоту, впав на землю і вибухнув. Христова та її друг Фучо загинули майже миттєво, оскільки сиділи безпосередньо далі всіх від хвоста літака. На момент смерті співачка була вагітна другою дитиною. Точна причина авіакатастрофи досі невідома.

## Пам'ять
У 1972 році радянська співачка Софія Ротару виконала пісню «Птах (болг. Птицата)», віддавши таким чином шану пам'яті талановитій співачці Паші Христовій. Також цю пісню виконує популярна болгарська співачка Лілі Іванова.